# Bağırsaqdärä
Bağırsaqdärä är ett periodiskt vattendrag i Azerbajdzjan.   Det ligger i distriktet Nachitjevan, i den västra delen av landet, 400 kilometer väster om huvudstaden Baku.
Trakten runt Bağırsaqdärä består i huvudsak av gräsmarker. Runt Bağırsaqdärä är det ganska tätbefolkat, med 90 invånare per kvadratkilometer.